# Komořanské jezero
Komořanské jezero (německy Die See-Wiese) bylo jezero, které se nacházelo pod Krušnými horami nedaleko zámku Jezeří. Jezero bylo mělké a průtočné. Vzniklo přibližně před 15 tisíci lety. Dosahovalo rozlohy až 56 km². Postupem času se zmenšilo na 1,95 km² v 19. století. Na historických mapách (např. 1. vojenského mapování) je přítomné jako nesouvislá vodní plocha s četnými ostrovy a mokřady. Jezero se zmenšovalo postupně přibýváním sedimentů, které naplavovaly jeho zdrojnice. Vytékala z něj řeka Bílina, která je nyní kvůli povrchové těžbě v okolí svedena do potrubí.
Kompletně bylo vysušeno na příkaz knížete Ferdinanda z Lobkovic po roce 1831. V současné době se na místě nachází povrchový důl Československé armády.